# Мухамед Коньїч
Мухамед Коньїч (босн. Muhamed Konjić, нар. 14 травня 1970, Тузла) — боснійський футболіст, що грав на позиції захисника.
Виступав, зокрема, за клуб «Ковентрі Сіті», а також національну збірну Боснії і Герцеговини.

## Клубна кар'єра
У дорослому футболі дебютував 1989 року виступами за команду «Слобода» (Тузла), в якій провів три сезони, взявши участь у 21 матчі чемпіонату. 1992 року перебрався до Хорватії, де грав за «Беліще» і «Загреб». У сезоні 1993/94 він став віце-чемпіоном Хорватії.
У 1996 році Коньїч приєднався до швейцарського «Цюриха». Після півтора року гри в швейцарській Суперлізі Мухамед перебрався до «Монако». У «Монако» він грав у стартовому складі у весняній частині сезону 1997/98 та осінній частині сезону 1998/99.
На початку 1999 року за 2 млн. фунтів перейшов у англійський «Ковентрі Сіті». Він дебютував у Прем'єр-лізі 6 лютого проти «Тоттенгем Готспур» у матчі, який закінчився з рахунком 0:0. Через травми Коньїч часто був відсутній на полі, тому до кінця сезону 2000/01 провів за клуб лише 19 ігор чемпіонаті. Після вильоту «Ковентрі» до Чемпіоншипу Коньїч не залишив клуб і завдяки відмінним виступам став улюбленцем уболівальників, які прозвали його Біг Мо, а згодом був і капітаном команди. Також у 2003 році отримав нагороду найкращому гравцю клубу.
Завершив ігрову кар'єру у команді «Дербі Каунті», за яку виступав протягом 2004—2006 років.

## Виступи за збірну
30 листопада 1995 року дебютував в офіційних матчах у складі національної збірної Боснії і Герцеговини в історичній першій офіційній грі збірної проти Албанії, яку боснійці програли 0:2.
Останній матч за збірну провів 16 серпня 2006 року у товариській грі проти Франції (1:2). Загалом протягом кар'єри в національній команді, яка тривала 12 років, провів у її формі 39 матчів, забивши 3 голи.

## Особисте життя
Коньїч провів перші вісім місяців боснійської війни в армії своєї країни. Після звільнення з армії він тренувався на вулицях, часто під час артилерійських нальотів, коли всі інші ховалися в бомбосховищах чи підвалах.